# クロロギ酸エステル

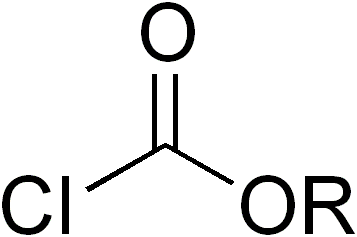
クロロギ酸エステルの一般構造

クロロギ酸エステル (chloroformate) は、有機合成化学でよく用いられる化合物群で、クロロギ酸のエステルである。例えば、クロロギ酸ベンジルはベンジルオキシカルボニル基（Cbz基、Z基）、塩化フルオレニルメチルオキシカルボニルはフルオレニルメチルオキシカルボニル基（Fmoc基）を保護基として、アミノ基などを保護する場合に使われる。

## 反応
クロロギ酸エステルは他のカルボン酸塩化物と同じように次のような反応を起こす。
- アミンと反応させるとカルバメートを与える。
- アルコールと反応させると炭酸エステルを与える。